# Bee Gees/Diskografie
Diese Diskografie ist eine Übersicht über die musikalischen Werke der Bee Gees, einer britischen Popmusik-Band bestehend aus den Brüdern Barry, Maurice und Robin Gibb, die von 1958 bis in die 2000er bestanden. Sie beinhaltet die Aufnahmen der Band von den ersten Veröffentlichungen 1963 in Australien bis zu den Mixen und Kompilationen, die nach dem Tod von Maurice Gibb 2003 erschienen sind.
Den Quellenangaben zufolge hat sie bisher mehr als 120 Millionen Tonträger verkauft, davon alleine in ihrer Heimat über 14,5 Millionen, damit gehört sie zu den erfolgreichsten Bands aller Zeiten. Alleine in Deutschland verkauften die Bee Gees bis heute über 9,4 Millionen Tonträger und zählen somit zu den Interpreten mit den meisten verkauften Tonträgern in Deutschland. Ihre Single Massachusetts verkaufte sich allein über zwei Millionen Mal und zählt zu den meistverkauften Singles in Deutschland. Mit den Alben Saturday Night Fever: The Original Movie Sound Track (1,5 Millionen) und The Very Best of the Bee Gees (1 Million) landeten die Bee Gees zwei weitere Millionenseller, die zu den meistverkauften Musikalben in Deutschland zählen.

## Alben

### Studioalben
| Jahr | Titel Musiklabel                                                         | Höchstplatzierung, Gesamtwochen/‑monate, AuszeichnungChartplatzierungen (Jahr, Titel, Musiklabel, Platzierungen, Wochen/Monate, Auszeichnungen, Anmerkungen) | Höchstplatzierung, Gesamtwochen/‑monate, AuszeichnungChartplatzierungen (Jahr, Titel, Musiklabel, Platzierungen, Wochen/Monate, Auszeichnungen, Anmerkungen) | Höchstplatzierung, Gesamtwochen/‑monate, AuszeichnungChartplatzierungen (Jahr, Titel, Musiklabel, Platzierungen, Wochen/Monate, Auszeichnungen, Anmerkungen) | Höchstplatzierung, Gesamtwochen/‑monate, AuszeichnungChartplatzierungen (Jahr, Titel, Musiklabel, Platzierungen, Wochen/Monate, Auszeichnungen, Anmerkungen) | Höchstplatzierung, Gesamtwochen/‑monate, AuszeichnungChartplatzierungen (Jahr, Titel, Musiklabel, Platzierungen, Wochen/Monate, Auszeichnungen, Anmerkungen) | Höchstplatzierung, Gesamtwochen/‑monate, AuszeichnungChartplatzierungen (Jahr, Titel, Musiklabel, Platzierungen, Wochen/Monate, Auszeichnungen, Anmerkungen) | Anmerkungen                                                          |
| Jahr | Titel Musiklabel                                                         | DE | AT | CH | UK | US | AU | Anmerkungen                                                          |
| ---- | ------------------------------------------------------------------------ | --- | --- | --- | --- | --- | --- | -------------------------------------------------------------------- |
| 1965 | The Bee Gees Sing and Play 14 Barry Gibb Songs Leedon (Festival Records) | — | — | — | — | — | — | Erstveröffentlichung: November 1965 nur in Australien veröffentlicht |
| 1966 | Spicks and Specks Spin (Festival Records)                                | — | — | — | — | — | — | Erstveröffentlichung: November 1966 nur in Australien veröffentlicht |
| 1967 | Bee Gees’ 1st Polydor (Polydor)                                          | DE4 (10 Mt.)DE | — | — | UK8 (26 Wo.)UK | US7 (52 Wo.)US | — | Erstveröffentlichung: 9. August 1967 Verkäufe: 1.600.000             |
| 1968 | Horizontal Polydor (Polydor)                                             | DE1 (7 Mt.)DE | — | — | UK16 (15 Wo.)UK | US12 (22 Wo.)US | — | Erstveröffentlichung: Februar 1968 Verkäufe: 1.200.000               |
| 1968 | Idea Polydor (Polydor)                                                   | DE3 (10 Mt.)DE | — | — | UK4 (18 Wo.)UK | US17 (27 Wo.)US | — | Erstveröffentlichung: September 1968 Verkäufe: 1.400.000             |
| 1969 | Odessa Polydor (Polydor)                                                 | DE4 (5 Mt.)DE | — | — | UK10 (1 Wo.)UK | US20 (25 Wo.)US | — | Erstveröffentlichung: 30. März 1969 Verkäufe: 1.200.000              |
| 1970 | Cucumber Castle Polydor (Polydor)                                        | DE36 (1 Mt.)DE | — | — | UK57 (2 Wo.)UK | US94 (8 Wo.)US | — | Erstveröffentlichung: April 1970 Verkäufe: 200.000                   |
| 1970 | 2 Years On Polydor (Polydor)                                             | — | — | — | — | US32 (14 Wo.)US | — | Erstveröffentlichung: November 1970 Verkäufe: 375.000                |
| 1971 | Trafalgar Polydor (Polydor)                                              | — | — | — | — | US34 (14 Wo.)US | — | Erstveröffentlichung: September 1971 Verkäufe: 450.000               |
| 1972 | To Whom It May Concern Polydor (Polydor)                                 | — | — | — | — | US35 (14 Wo.)US | — | Erstveröffentlichung: Oktober 1972 Verkäufe: 350.000                 |
| 1973 | Life in a Tin Can RSO Records (Polydor)                                  | — | — | — | — | US69 (13 Wo.)US | — | Erstveröffentlichung: 19. Januar 1973 Verkäufe: 200.000              |
| 1974 | Mr. Natural RSO Records (Polydor)                                        | — | — | — | — | US178 (5 Wo.)US | — | Erstveröffentlichung: 15. Juni 1974 Verkäufe: 95.000                 |
| 1975 | Main Course RSO Records (Polydor)                                        | DE29 (2 Mt.)DE | — | — | — | US14 Gold · (75 Wo.)US | — | Erstveröffentlichung: Juni 1975 Verkäufe: 2.350.000                  |
| 1976 | Children of the World RSO Records (Polydor)                              | DE36 (2 Mt.)DE | — | — | — | US8 Platin · (63 Wo.)US | — | Erstveröffentlichung: 13. September 1976 Verkäufe: 3.100.000         |
| 1979 | Spirits Having Flown RSO Records (Polydor)                               | DE1 (33 Wo.)DE | AT2 (7 Mt.)AT | — | UK1 Platin · (33 Wo.)UK | US1 Platin · (55 Wo.)US | — | Erstveröffentlichung: 5. Februar 1979 Verkäufe: 2.070.000            |
| 1981 | Living Eyes RSO Records (Polydor)                                        | DE37 (9 Wo.)DE | — | — | UK73 (8 Wo.)UK | US41 (12 Wo.)US | — | Erstveröffentlichung: Oktober 1981 Verkäufe: 1.250.000               |
| 1987 | E.S.P Warner Bros. Records (WMG)                                         | DE1 ×3Dreifachgold · (28 Wo.)DE | AT2 (5½ Mt.)AT | CH1 ×2Doppelplatin · (22 Wo.)CH | UK5 Platin · (24 Wo.)UK | US96 (9 Wo.)US | — | Erstveröffentlichung: 21. September 1987 Verkäufe: 1.220.000         |
| 1989 | One Warner Bros. Records (WMG)                                           | DE4 Gold · (30 Wo.)DE | AT23 (½ Mt.)AT | CH6 Gold · (12 Wo.)CH | UK29 (3 Wo.)UK | US68 (13 Wo.)US | AU20 Gold · (7 Wo.)AU | Erstveröffentlichung: 17. April 1989 Verkäufe: 1.200.000             |
| 1991 | High Civilization Warner Bros. Records (WMG)                             | DE2 Platin · (31 Wo.)DE | AT4 Gold · (17 Wo.)AT | CH6 Platin · (26 Wo.)CH | UK24 (5 Wo.)UK | — | — | Erstveröffentlichung: 18. März 1991 Verkäufe: 1.100.000              |
| 1993 | Size Isn’t Everything Polydor (Polydor)                                  | DE12 (14 Wo.)DE | AT6 (9 Wo.)AT | CH14 (8 Wo.)CH | UK23 Gold · (13 Wo.)UK | US153 (3 Wo.)US | — | Erstveröffentlichung: 2. November 1993 Verkäufe: 750.000             |
| 1997 | Still Waters Polydor (BMG)                                               | DE2 Platin · (37 Wo.)DE | AT4 Gold · (16 Wo.)AT | CH1 Platin · (25 Wo.)CH | UK2 Gold · (19 Wo.)UK | US11 Platin · (21 Wo.)US | AU4 ×2Doppelplatin · (30 Wo.)AU | Erstveröffentlichung: 10. März 1997 Verkäufe: 4.615.000              |
| 2001 | This Is Where I Came In Polydor (BMG)                                    | DE3 Gold · (12 Wo.)DE | AT6 (8 Wo.)AT | CH5 Gold · (13 Wo.)CH | UK6 Gold · (6 Wo.)UK | US16 (8 Wo.)US | AU16 Gold · (7 Wo.)AU | Erstveröffentlichung: 2. April 2001 Verkäufe: 1.150.000              |

grau schraffiert: keine Chartdaten aus diesem Jahr verfügbar

### Livealben
| Jahr | Titel Musiklabel                                     | Höchstplatzierung, Gesamtwochen/‑monate, AuszeichnungChartplatzierungen (Jahr, Titel, Musiklabel, Platzierungen, Wochen/Monate, Auszeichnungen, Anmerkungen) | Höchstplatzierung, Gesamtwochen/‑monate, AuszeichnungChartplatzierungen (Jahr, Titel, Musiklabel, Platzierungen, Wochen/Monate, Auszeichnungen, Anmerkungen) | Höchstplatzierung, Gesamtwochen/‑monate, AuszeichnungChartplatzierungen (Jahr, Titel, Musiklabel, Platzierungen, Wochen/Monate, Auszeichnungen, Anmerkungen) | Höchstplatzierung, Gesamtwochen/‑monate, AuszeichnungChartplatzierungen (Jahr, Titel, Musiklabel, Platzierungen, Wochen/Monate, Auszeichnungen, Anmerkungen) | Höchstplatzierung, Gesamtwochen/‑monate, AuszeichnungChartplatzierungen (Jahr, Titel, Musiklabel, Platzierungen, Wochen/Monate, Auszeichnungen, Anmerkungen) | Höchstplatzierung, Gesamtwochen/‑monate, AuszeichnungChartplatzierungen (Jahr, Titel, Musiklabel, Platzierungen, Wochen/Monate, Auszeichnungen, Anmerkungen) | Anmerkungen                                              |
| Jahr | Titel Musiklabel                                     | DE | AT | CH | UK | US | AU | Anmerkungen                                              |
| ---- | ---------------------------------------------------- | --- | --- | --- | --- | --- | --- | -------------------------------------------------------- |
| 1977 | Here at Last...Bee Gees...Live RSO Records (Polydor) | DE44 (2½ Mt.)DE | — | — | UK— GoldUK | US8 Platin · (90 Wo.)US | — | Erstveröffentlichung: Mai 1977 Verkäufe: 4.610.000       |
| 1998 | One Night Only Polydor (Polydor)                     | DE5 Gold · (23 Wo.)DE | AT1 Platin · (16 Wo.)AT | CH2 Platin · (24 Wo.)CH | UK4 ×3Dreifachplatin · (44 Wo.)UK | US72 Platin · (42 Wo.)US | AU1 ×4Vierfachplatin · (43 Wo.)AU | Erstveröffentlichung: September 1998 Verkäufe: 6.000.000 |

grau schraffiert: keine Chartdaten aus diesem Jahr verfügbar

### Kompilationen
| Jahr | Titel Musiklabel                                                         | Höchstplatzierung, Gesamtwochen/‑monate, AuszeichnungChartplatzierungen (Jahr, Titel, Musiklabel, Platzierungen, Wochen/Monate, Auszeichnungen, Anmerkungen) | Höchstplatzierung, Gesamtwochen/‑monate, AuszeichnungChartplatzierungen (Jahr, Titel, Musiklabel, Platzierungen, Wochen/Monate, Auszeichnungen, Anmerkungen) | Höchstplatzierung, Gesamtwochen/‑monate, AuszeichnungChartplatzierungen (Jahr, Titel, Musiklabel, Platzierungen, Wochen/Monate, Auszeichnungen, Anmerkungen) | Höchstplatzierung, Gesamtwochen/‑monate, AuszeichnungChartplatzierungen (Jahr, Titel, Musiklabel, Platzierungen, Wochen/Monate, Auszeichnungen, Anmerkungen) | Höchstplatzierung, Gesamtwochen/‑monate, AuszeichnungChartplatzierungen (Jahr, Titel, Musiklabel, Platzierungen, Wochen/Monate, Auszeichnungen, Anmerkungen) | Höchstplatzierung, Gesamtwochen/‑monate, AuszeichnungChartplatzierungen (Jahr, Titel, Musiklabel, Platzierungen, Wochen/Monate, Auszeichnungen, Anmerkungen) | Anmerkungen                                                                                              |
| Jahr | Titel Musiklabel                                                         | DE | AT | CH | UK | US | AU | Anmerkungen                                                                                              |
| ---- | ------------------------------------------------------------------------ | --- | --- | --- | --- | --- | --- | --- |
| 1968 | Rare, Precious & Beautiful Spin (Festival Records)                       | DE15 (3 Mt.)DE | — | — | — | US99 (12 Wo.)US | — | Erstveröffentlichung: 1968 frühe australische Aufnahmen (1963–1966)                                      |
| 1968 | Rare, Precious & Beautiful, Volume 2 Festival Records (Festival Records) | — | — | — | — | US100 (8 Wo.)US | — | Erstveröffentlichung: 1968 frühe australische Aufnahmen (1963–1966) nur in den USA veröffentlicht (1970) |
| 1969 | Best of Bee Gees Polydor (Polydor)                                       | DE26 Gold · (3 Mt.)DE | — | — | UK7 (22 Wo.)UK | US9 Gold · (49 Wo.)US | — | Erstveröffentlichung: Juni 1969 Verkäufe: 4.000.000                                                      |
| 1973 | Best of Bee Gees, Volume 2 RSO Records (Polydor)                         | — | — | — | — | US98 (16 Wo.)US | — | Erstveröffentlichung: August 1973 Verkäufe: 1.250.000                                                    |
| 1976 | Bee Gees Gold RSO Records (Polydor)                                      | — | — | — | — | US50 Gold · (33 Wo.)US | — | Erstveröffentlichung: November 1976 Verkäufe: + 500.000, nur in den USA veröffentlicht                   |
| 1978 | 20 Greatest Hits RSO Records (Polydor)                                   | DE4 Gold · (6½ Mt.)DE | AT7 (8 Mt.)AT | — | — | — | — | Erstveröffentlichung: 1978 Verkäufe: 250.000                                                             |
| 1979 | Bee Gees Greatest RSO Records (Polydor)                                  | DE43 (11 Wo.)DE | AT4 (5 Wo.)AT | CH60 (5 Wo.)CH | UK6 Platin + Silber (Re-Release) · (27 Wo.)UK | US1 ×2Doppelplatin · (33 Wo.)US | — | Erstveröffentlichung: Oktober 1979 Verkäufe: + 3.300.000                                                 |
| 1983 | Gold & Diamonds RSO Records (Polydor)                                    | DE4 (11 Wo.)DE | — | — | — | — | — | Erstveröffentlichung: 1983 nur in Deutschland veröffentlicht                                             |
| 1990 | The Very Best of the Bee Gees Polydor (WEA)                              | DE9 ×2Doppelplatin · (92 Wo.)DE | AT9 Gold · (14 Wo.)AT | CH— GoldCH | UK6 ×3Dreifachplatin · (108 Wo.)UK | — | AU7 (16 Wo.)AU | Erstveröffentlichung: November 1990 Verkäufe: + 2.555.000                                                |
| 2001 | Their Greatest Hits – The Record Polydor (BMG)                           | DE10 Gold · (20 Wo.)DE | AT14 (19 Wo.)AT | CH11 Gold · (16 Wo.)CH | UK5 ×3Dreifachplatin · (33 Wo.)UK | US49 Platin · (40 Wo.)US | AU2 ×3Dreifachplatin · (55 Wo.)AU | Erstveröffentlichung: November 2001 Verkäufe: 6.245.000                                                  |
| 2004 | Number Ones Polydor (UMG)                                                | DE43 (9 Wo.)DE | AT32 (8 Wo.)AT | CH22 (11 Wo.)CH | UK4 Platin · (50 Wo.)UK | US5 Gold · (71 Wo.)US | AU17 (8 Wo.)AU | Erstveröffentlichung: November 2004 Verkäufe: 2.300.000                                                  |
| 2005 | Love Songs Polydor (UMG)                                                 | — | — | — | UK51 Silber · (3 Wo.)UK | US166 (3 Wo.)US | — | Erstveröffentlichung: 25. November 2005                                                                  |
| 2009 | The Ultimate Bee Gees Reprise Records (WMG)                              | DE32 (9 Wo.)DE | AT25 (15 Wo.)AT | CH38 (5 Wo.)CH | UK19 Gold · (14 Wo.)UK | US49 Gold · (19 Wo.)US | AU7 (10 Wo.)AU | Erstveröffentlichung: November 2009 Verkäufe: + 640.000                                                  |
| 2017 | Timeless: The All-Time Greatest Hits Capitol Records (UMG)               | DE73 (1 Wo.)DE | — | CH32 (3 Wo.)CH | UK6 Platin · (65 Wo.)UK | US41 (19 Wo.)US | AU30 (3 Wo.)AU | Erstveröffentlichung: 2017 Verkäufe: + 350.000                                                           |

grau schraffiert: keine Chartdaten aus diesem Jahr verfügbar
Weitere Kompilationen
- 1969: Rare, Precious & Beautiful, Volume 3 (frühe australische Aufnahmen von 1963–1966)
- 1970: Inception / Nostalgia (frühe australische Aufnahmen (1966), nur in Deutschland/Frankreich/Japan 1972 veröffentlicht)
- 1978: The Bee Gees Bonanza – The Early Days (UK: Silber)
- 1982: Greatest, Volume 1: 1967–1974 (nur in Deutschland veröffentlicht)
- 1998: Brilliant From Birth (frühe australische Aufnahmen (1963–1966), nur in Australien veröffentlicht)
- 2013: Morning of My Life – The Best of 1965–66 (frühe australische Aufnahmen, nur in Australien veröffentlicht)

### Soundtracks
| Jahr | Titel                                                                      | Höchstplatzierung, Gesamtwochen/‑monate, AuszeichnungChartplatzierungen (Jahr, Titel, Platzierungen, Wochen/Monate, Auszeichnungen, Anmerkungen) | Höchstplatzierung, Gesamtwochen/‑monate, AuszeichnungChartplatzierungen (Jahr, Titel, Platzierungen, Wochen/Monate, Auszeichnungen, Anmerkungen) | Höchstplatzierung, Gesamtwochen/‑monate, AuszeichnungChartplatzierungen (Jahr, Titel, Platzierungen, Wochen/Monate, Auszeichnungen, Anmerkungen) | Höchstplatzierung, Gesamtwochen/‑monate, AuszeichnungChartplatzierungen (Jahr, Titel, Platzierungen, Wochen/Monate, Auszeichnungen, Anmerkungen) | Höchstplatzierung, Gesamtwochen/‑monate, AuszeichnungChartplatzierungen (Jahr, Titel, Platzierungen, Wochen/Monate, Auszeichnungen, Anmerkungen) | Höchstplatzierung, Gesamtwochen/‑monate, AuszeichnungChartplatzierungen (Jahr, Titel, Platzierungen, Wochen/Monate, Auszeichnungen, Anmerkungen) | Anmerkungen                                                                                            |
| Jahr | Titel                                                                      | DE | AT | CH | UK | US | AU | Anmerkungen                                                                                            |
| ---- | -------------------------------------------------------------------------- | --- | --- | --- | --- | --- | --- | --- |
| 1977 | Saturday Night Fever: The Original Movie Sound Track RSO Records (Polydor) | DE1 ×3Dreifachplatin · (8½ Mt.)DE | AT1 (9 Mt.)AT | — | UK1 Platin · (65 Wo.)UK | US1 ×6Diamant + Sechsfachplatin · (137 Wo.)US | — | Erstveröffentlichung: November 1977 Verkäufe: 40.000.000 Grammy (Album des Jahres); Nr. 131 der RS-500 |
| 1983 | Staying Alive RSO Records (Polydor)                                        | DE8 (29 Wo.)DE | AT9 (1½ Mt.)AT | CH1 (19 Wo.)CH | UK14 Silber · (8 Wo.)UK | US6 Platin · (27 Wo.)US | — | Erstveröffentlichung: Juni 1983 Verkäufe: 3.000.000                                                    |

grau schraffiert: keine Chartdaten aus diesem Jahr verfügbar
Weitere Soundtracks
- 1971: Melody

## Singles

### Als Leadmusiker
| Jahr | Titel Album                                                                | Höchstplatzierung, Gesamtwochen/‑monate, AuszeichnungChartplatzierungen (Jahr, Titel, Album, Platzierungen, Wochen/Monate, Auszeichnungen, Anmerkungen) | Höchstplatzierung, Gesamtwochen/‑monate, AuszeichnungChartplatzierungen (Jahr, Titel, Album, Platzierungen, Wochen/Monate, Auszeichnungen, Anmerkungen) | Höchstplatzierung, Gesamtwochen/‑monate, AuszeichnungChartplatzierungen (Jahr, Titel, Album, Platzierungen, Wochen/Monate, Auszeichnungen, Anmerkungen) | Höchstplatzierung, Gesamtwochen/‑monate, AuszeichnungChartplatzierungen (Jahr, Titel, Album, Platzierungen, Wochen/Monate, Auszeichnungen, Anmerkungen) | Höchstplatzierung, Gesamtwochen/‑monate, AuszeichnungChartplatzierungen (Jahr, Titel, Album, Platzierungen, Wochen/Monate, Auszeichnungen, Anmerkungen) | Höchstplatzierung, Gesamtwochen/‑monate, AuszeichnungChartplatzierungen (Jahr, Titel, Album, Platzierungen, Wochen/Monate, Auszeichnungen, Anmerkungen) | Anmerkungen                                                                           | [↑]: gemeinsam behandelt mit vorhergehendem Eintrag; [←]: in beiden Charts platziert |
| Jahr | Titel Album                                                                | DE | AT | CH | UK | US | AU | Anmerkungen                                                                           |                                                                                      |
| ---- | -------------------------------------------------------------------------- | --- | --- | --- | --- | --- | --- | ------------------------------------------------------------------------------------- | ------------------------------------------------------------------------------------ |
| 1966 | Spicks & Specks Spicks and Specks                                          | DE28 (1 Mt.)DE | — | — | — | — | — | Erstveröffentlichung: 5. September 1966                                               |                                                                                      |
| 1967 | New York Mining Disaster 1941 Bee Gees 1st                                 | DE10 (2½ Mt.)DE | — | — | UK12 (10 Wo.)UK | US14 (7 Wo.)US | — | Erstveröffentlichung: April 1967 Verkäufe: + 1.000.000                                |                                                                                      |
| 1967 | To Love Somebody Bee Gees 1st                                              | DE19 (2 Mt.)DE | — | — | UK41 Silber · (5 Wo.)UK | US17 (9 Wo.)US | — | Erstveröffentlichung: Juni 1967 Verkäufe: + 200.000                                   |                                                                                      |
| 1967 | Holiday Bee Gees 1st                                                       | — | — | — | — | US16 (9 Wo.)US | — | Erstveröffentlichung: September 1967                                                  |                                                                                      |
| 1967 | Massachusetts Horizontal                                                   | DE1 ×2Doppelplatin · (4 Mt.)DE | AT1 (4 Mt.)AT | CH2 (5 Wo.)CH | UK1 Gold (Physisch) + Silber (Digital) · (17 Wo.)UK | US11 (8 Wo.)US | — | Erstveröffentlichung: 19. September 1967 Verkäufe: + 5.000.000                        |                                                                                      |
| 1967 | World Horizontal                                                           | DE1 (4½ Mt.)DE | AT5 (4 Mt.)AT | CH2 (12 Wo.)CH | UK9 (16 Wo.)UK | — | — | Erstveröffentlichung: Dezember 1967 Verkäufe: + 2.000.000                             |                                                                                      |
| 1968 | Words –                                                                    | DE1 (3½ Mt.)DE | AT4 (3 Mt.)AT | CH1 (13 Wo.)CH | UK8 (10 Wo.)UK | US15 (11 Wo.)US | — | Erstveröffentlichung: Januar 1968 Verkäufe: + 2.000.000                               |                                                                                      |
| 1968 | Jumbo / The Singer Sang His Song –                                         | DE5 (3½ Mt.)DE | AT9 (2 Mt.)AT | CH4 (6 Wo.)CH | UK25 (7 Wo.)UK | US57 (6 Wo.)US | — | Erstveröffentlichung: März 1968                                                       |                                                                                      |
| 1968 | I’ve Gotta Get a Message to You Idea                                       | DE3 (3½ Mt.)DE | AT12 (2 Mt.)AT | CH6 (8 Wo.)CH | UK1 Silber · (15 Wo.)UK | US8 (13 Wo.)US | — | Erstveröffentlichung: 7. September 1968 Verkäufe: + 250.000                           |                                                                                      |
| 1968 | I Started a Joke Idea                                                      | — | AT16 (1 Mt.)AT | CH5 (7 Wo.)CH | — | US6 (11 Wo.)US | — | Erstveröffentlichung: 21. Dezember 1968                                               |                                                                                      |
| 1969 | First of May Odessa                                                        | DE3 (4 Mt.)DE | AT10 (2 Mt.)AT | CH4 (9 Wo.)CH | UK6 (11 Wo.)UK | US37 (7 Wo.)US | — | Erstveröffentlichung: Januar 1969                                                     |                                                                                      |
| 1969 | Tomorrow Tomorrow –                                                        | DE6 (3 Mt.)DE | AT7 (3 Mt.)AT | CH6 (7 Wo.)CH | UK23 (8 Wo.)UK | US54 (6 Wo.)US | — | Erstveröffentlichung: 30. Mai 1969                                                    |                                                                                      |
| 1969 | Don’t Forget to Remember Cucumber Castle                                   | DE9 (2½ Mt.)DE | AT8 (16 Wo.)AT | CH2 (3 Mt.)CH | UK2 (15 Wo.)UK | US73 (3 Wo.)US | — | Erstveröffentlichung: August 1969                                                     |                                                                                      |
| 1969 | The Lord Cucumber Castle[DE: ↑]                                            | DE9 (2½ Mt.)DE | AT28 (4 Wo.)AT[CH: ↑][UK: ↑][US: ↑][AU: ↑] | CH2 (3 Mt.)CH | UK2 (15 Wo.)UK | US73 (3 Wo.)US | — | Erstveröffentlichung: August 1969                                                     |                                                                                      |
| 1970 | If Only I Had My Mind On Something Else Cucumber Castle                    | — | — | — | — | US91 (3 Wo.)US | — | Erstveröffentlichung: März 1970 nur in den USA veröffentlicht                         |                                                                                      |
| 1970 | I.O.I.O. Cucumber Castle                                                   | DE6 (4 Mt.)DE | AT2 (5 Mt.)AT | — | UK49 (1 Wo.)UK | US94 (1 Wo.)US | — | Erstveröffentlichung: März 1970                                                       |                                                                                      |
| 1970 | Lonely Days 2 Years On                                                     | DE25 (9 Wo.)DE | AT15 (1 Mt.)AT | — | UK33 (9 Wo.)UK | US3 Gold · (14 Wo.)US | — | Erstveröffentlichung: 6. November 1970                                                |                                                                                      |
| 1971 | How Can You Mend a Broken Heart? Trafalgar                                 | — | — | — | — | US1 Gold · (15 Wo.)US | — | Erstveröffentlichung: Mai 1971                                                        |                                                                                      |
| 1971 | Don’t Wanna Live Inside Myself Trafalgar                                   | — | — | — | — | US53 (7 Wo.)US | — | Erstveröffentlichung: November 1971 nur in den USA veröffentlicht                     |                                                                                      |
| 1972 | My World –                                                                 | DE41 (1 Wo.)DE | — | — | UK16 (9 Wo.)UK | US16 (8 Wo.)US | — | Erstveröffentlichung: 14. Januar 1972                                                 |                                                                                      |
| 1972 | Run to Me To Whom It May Concern                                           | — | — | — | UK9 (10 Wo.)UK | US16 (12 Wo.)US | — | Erstveröffentlichung: Juli 1972                                                       |                                                                                      |
| 1972 | Alive To Whom It May Concern                                               | — | — | — | — | US34 (7 Wo.)US | — | Erstveröffentlichung: Dezember 1972                                                   |                                                                                      |
| 1973 | Saw a New Morning Life in a Tin Can                                        | — | — | — | — | US94 (3 Wo.)US | — | Erstveröffentlichung: März 1973                                                       |                                                                                      |
| 1974 | Mr. Natural                                                                | — | — | — | — | US93 (3 Wo.)US | — | Erstveröffentlichung: 29. März 1974                                                   |                                                                                      |
| 1975 | Jive Talkin’ Main Course                                                   | DE23 (9 Wo.)DE | — | — | UK5 Silber · (11 Wo.)UK | US1 Gold · (17 Wo.)US | — | Erstveröffentlichung: Mai 1975                                                        |                                                                                      |
| 1975 | Nights on Broadway Main Course                                             | DE17 (12 Wo.)DE | — | — | — | US7 (16 Wo.)US | — | Erstveröffentlichung: September 1975                                                  |                                                                                      |
| 1976 | Fanny (Be Tender with My Love) Main Course                                 | DE42 (2 Wo.)DE | — | — | — | US12 (16 Wo.)US | — | Erstveröffentlichung: Januar 1976                                                     |                                                                                      |
| 1976 | You Should Be Dancing Children of the World                                | DE16 (17 Wo.)DE | — | — | UK5 Gold · (10 Wo.)UK | US1 Gold · (20 Wo.)US | — | Erstveröffentlichung: Juni 1976                                                       |                                                                                      |
| 1976 | Love So Right Children of the World                                        | DE38 (6 Wo.)DE | — | — | UK41 (4 Wo.)UK | US3 Gold · (23 Wo.)US | — | Erstveröffentlichung: September 1976                                                  |                                                                                      |
| 1977 | Boogie Child Children of the World                                         | — | — | — | — | US12 (15 Wo.)US | — | Erstveröffentlichung: Januar 1977 nur in den USA, Italien und Japan veröffentlicht    |                                                                                      |
| 1977 | Edge of Universe (Live) Here At Last … Bee Gees … Live                     | — | — | — | — | US26 (13 Wo.)US | — | Erstveröffentlichung: Mai 1977                                                        |                                                                                      |
| 1977 | How Deep Is Your Love Saturday Night Fever: The Original Movie Sound Track | DE21 (13 Wo.)DE | AT13 (2 Mt.)AT | — | UK3 Platin · (17 Wo.)UK | US1 Gold · (33 Wo.)US | — | Erstveröffentlichung: September 1977 Grammy (Pop); Nr. 366 der RS-500                 |                                                                                      |
| 1977 | Stayin’ Alive Saturday Night Fever: The Original Movie Sound Track         | DE2 Platin · (30 Wo.)DE | AT2 (6 Mt.)AT | CH2 (21 Wo.)CH | UK4 ×3Dreifachplatin · (18 Wo.)UK | US1 Platin · (27 Wo.)US | — | Erstveröffentlichung: 13. Dezember 1977 Nr. 189 der RS-500                            |                                                                                      |
| 1978 | Night Fever Saturday Night Fever: The Original Movie Sound Track           | DE2 (24 Wo.)DE | AT4 (5 Mt.)AT | CH3 (13 Wo.)CH | UK1 Platin · (20 Wo.)UK | US1 Platin · (20 Wo.)US | — | Erstveröffentlichung: 7. Februar 1978 Grammy (Pop)                                    |                                                                                      |
| 1978 | Too Much Heaven Spirits Having Flown                                       | DE10 (23 Wo.)DE | AT13 (2 Mt.)AT | CH5 (9 Wo.)CH | UK3 Gold · (13 Wo.)UK | US1 Platin · (21 Wo.)US | — | Erstveröffentlichung: 24. Oktober 1978                                                |                                                                                      |
| 1979 | Tragedy Spirits Having Flown                                               | DE2 (20 Wo.)DE | AT2 (4 Mt.)AT | CH2 (10 Wo.)CH | UK1 Gold · (10 Wo.)UK | US1 Platin · (20 Wo.)US | — | Erstveröffentlichung: Februar 1979                                                    |                                                                                      |
| 1979 | Love You Inside Out Spirits Having Flown                                   | DE21 (10 Wo.)DE | — | — | UK13 (9 Wo.)UK | US1 Gold · (19 Wo.)US | — | Erstveröffentlichung: April 1979                                                      |                                                                                      |
| 1979 | Spirits (Having Flown) Spirits Having Flown                                | — | — | — | UK16 (7 Wo.)UK | — | — | Erstveröffentlichung: 1979                                                            |                                                                                      |
| 1981 | He’s a Liar Living Eyes                                                    | DE68 (3 Wo.)DE | — | — | — | US30 (8 Wo.)US | — | Erstveröffentlichung: 19. September 1981                                              |                                                                                      |
| 1981 | Living Eyes                                                                | DE58 (5 Wo.)DE | AT7 (3 Mt.)AT | — | — | US45 (10 Wo.)US | — | Erstveröffentlichung: November 1981                                                   |                                                                                      |
| 1983 | The Woman in You Staying Alive (O.S.T.)                                    | DE23 (11 Wo.)DE | — | — | — | US24 (11 Wo.)US | — | Erstveröffentlichung: Mai 1983                                                        |                                                                                      |
| 1983 | Someone Belonging to Someone Staying Alive (O.S.T.)                        | DE55 (7 Wo.)DE | — | CH24 (8 Wo.)CH | UK49 (4 Wo.)UK | US49 (6 Wo.)US | — | Erstveröffentlichung: Juli 1983                                                       |                                                                                      |
| 1987 | You Win Again E.S.P.                                                       | DE1 Platin · (19 Wo.)DE | AT1 (3½ Mt.)AT | CH1 (17 Wo.)CH | UK1 Gold · (15 Wo.)UK | US75 (6 Wo.)US | — | Erstveröffentlichung: September 1987                                                  |                                                                                      |
| 1987 | E.S.P.                                                                     | DE13 (11 Wo.)DE | — | CH9 (8 Wo.)CH | UK51 (5 Wo.)UK | — | — | Erstveröffentlichung: Oktober 1987                                                    |                                                                                      |
| 1988 | Crazy for Your Love E.S.P.                                                 | — | — | — | UK79 (2 Wo.)UK | — | — | Erstveröffentlichung: Februar 1988                                                    |                                                                                      |
| 1988 | Angela E.S.P                                                               | DE52 (5 Wo.)DE | — | — | — | — | — | Erstveröffentlichung: 1988                                                            |                                                                                      |
| 1989 | Ordinary Lives One                                                         | DE8 (16 Wo.)DE | AT19 (2 Mt.)AT | CH9 (12 Wo.)CH | UK54 (5 Wo.)UK | — | — | Erstveröffentlichung: März 1989                                                       |                                                                                      |
| 1989 | One                                                                        | DE37 (11 Wo.)DE | — | — | UK71 (1 Wo.)UK | US7 (14 Wo.)US | — | Erstveröffentlichung: Juni 1989                                                       |                                                                                      |
| 1991 | Secret Love High Civilization                                              | DE2 (28 Wo.)DE | AT2 (19 Wo.)AT | CH19 (7 Wo.)CH | UK5 (11 Wo.)UK | — | — | Erstveröffentlichung: 18. Februar 1991                                                |                                                                                      |
| 1991 | The Only Love High Civilization                                            | DE31 (16 Wo.)DE | AT27 (2 Wo.)AT | — | — | — | — | Erstveröffentlichung: August 1991 nur in Australien und Teilen Europas veröffentlicht |                                                                                      |
| 1993 | Paying the Price of Love Size Isn’t Everything                             | DE36 (14 Wo.)DE | AT24 (6 Wo.)AT | CH22 (11 Wo.)CH | UK23 (5 Wo.)UK | US74 (9 Wo.)US | — | Erstveröffentlichung: 9. August 1993                                                  |                                                                                      |
| 1993 | For Whom the Bell Tolls Size Isn’t Everything                              | DE52 (11 Wo.)DE | — | — | UK4 Silber · (14 Wo.)UK | — | — | Erstveröffentlichung: 15. November 1993                                               |                                                                                      |
| 1994 | How to Fall in Love, Part 1 Size Isn’t Everything                          | — | — | — | UK30 (4 Wo.)UK | — | — | Erstveröffentlichung: 4. April 1994                                                   |                                                                                      |
| 1994 | Kiss of Life Size Isn’t Everything                                         | DE51 (10 Wo.)DE | — | — | — | — | — | Erstveröffentlichung: April 1994                                                      |                                                                                      |
| 1997 | Alone Still Waters                                                         | DE6 Gold · (21 Wo.)DE | AT4 (13 Wo.)AT | CH8 (22 Wo.)CH | UK5 Silber · (9 Wo.)UK | US28 (20 Wo.)US | AU7 Platin · (21 Wo.)AU | Erstveröffentlichung: 17. Februar 1997                                                |                                                                                      |
| 1997 | I Could Not Love You More Still Waters                                     | DE88 (1 Wo.)DE | — | — | UK14 (3 Wo.)UK | — | — | Erstveröffentlichung: 9. Juni 1997                                                    |                                                                                      |
| 1997 | Still Waters (Run Deep) Still Waters                                       | DE79 (3 Wo.)DE | — | — | UK18 (3 Wo.)UK | US57 (9 Wo.)US | — | Erstveröffentlichung: 27. Oktober 1997                                                |                                                                                      |
| 2001 | This Is Where I Came In                                                    | DE25 (9 Wo.)DE | AT42 (8 Wo.)AT | CH41 (14 Wo.)CH | UK18 (5 Wo.)UK | — | — | Erstveröffentlichung: 26. März 2001                                                   |                                                                                      |
| 2007 | If I Can’t Have You (The Disco Boys Remix) –                               | DE71 (3 Wo.)DE | — | — | — | — | — | Erstveröffentlichung: 19. Oktober 2007                                                |                                                                                      |

grau schraffiert: keine Chartdaten aus diesem Jahr verfügbar
Weitere Singles
| - 1963: The Battle of the Blue and the Grey (nur in Australien veröffentlicht, Rare, Precious & Beautiful, Volume 3) - 1963: Timber! (nur in Australien veröffentlicht, The Bee Gees Sing And Play 14 Barry Gibb Songs) - 1964: Peace of Mind (nur in Australien veröffentlicht, The Bee Gees Sing And Play 14 Barry Gibb Songs) - 1964: Claustrophobia (nur in Australien veröffentlicht, The Bee Gees Sing And Play 14 Barry Gibb Songs) - 1964: Turn Around, Look at Me (nur in Australien veröffentlicht, im Original 1961 von Glen Campbell, Rare, Precious & Beautiful, Volume 3) - 1965: Every Day I Have to Cry (nur in Australien veröffentlicht, im Original 1962 von Steve Alaimo, Rare, Precious & Beautiful, Volume 2) - 1965: Wine and Women (nur in Australien veröffentlicht, The Bee Gees Sing And Play 14 Barry Gibb Songs) - 1965: I Was a Lover a Leader of Men (nur in Australien veröffentlicht, The Bee Gees Sing And Play 14 Barry Gibb Songs) - 1965: House Without Windows (nur in Australien veröffentlicht, mit Trevor Gordon, nur Single) - 1966: I Want Home (nur in Australien veröffentlicht, Rare, Precious & Beautiful, Volume 3) - 1966: Monday’s Rain (nur in Australien veröffentlicht, Spicks And Specks) - 1966: Cherry Red (nur in Australien veröffentlicht, Rare, Precious & Beautiful, Volume 2) - 1967: Born a Man (nur in Australien veröffentlicht, Spicks And Specks) - 1968: And the Sun Will Shine (nur in Frankreich veröffentlicht, Horizontal) - 1970: Let There Be Love (nur in den Benelux-Ländern veröffentlicht) - 1971: Melody Fair (nur in Japan veröffentlicht) - 1971: When the Swallows Fly (nur in den Benelux-Ländern veröffentlicht) - 1971: In the Morning (nur in Japan veröffentlicht) | - 1972: Israel (nur in den Benelux-Ländern veröffentlicht) - 1972: Sea of Smiling Faces (nur in Japan veröffentlicht) - 1973: Wouldn’t I Be Someone - 1973: Luz de lampara / Lamplight (nur in Mexiko veröffentlicht) - 1974: Throw a Penny - 1974: Charade - 1977: Children of the World (nur in Europa und Australien veröffentlicht) - 1978: More Than a Woman (nur in Australien, Italien und Portugal veröffentlicht, UK: Platin) - 1978: A Day in the Life (Coverversion des Beatles-Songs aus dem Jahr 1967) - 1978: Sgt. Pepper’s Lonely Hearts Club Band / With a Little Help from My Friends (mit Peter Frampton und Paul Nicholas, Coverversion der Beatles-Songs aus dem Jahr 1967, nur in Spanien und Skandinavien veröffentlicht) - 1979: Don’t Throw It All Away (EP-Single aus Amerika) - 1981: Paradise - 1983: Life Goes On (nur in Japan veröffentlicht) - 1989: Tokyo Nights - 1990: Bodyguard - 1991: Happy Ever After - 1992: When He’s Gone - 1993: Decadance (Dance-Version von „You Should Be Dancing“ (1976), nur in England veröffentlicht) - 2007: Stayin’ Alive (Teddybears Remix) - 2007: You Should Be Dancing (Jason Bentley/Philip Steir Remix) |

### Als Gastmusiker
| Jahr | Titel Album                       | Höchstplatzierung, Gesamtwochen, AuszeichnungChartplatzierungen (Jahr, Titel, Album, Platzierungen, Wochen, Auszeichnungen, Anmerkungen) | Höchstplatzierung, Gesamtwochen, AuszeichnungChartplatzierungen (Jahr, Titel, Album, Platzierungen, Wochen, Auszeichnungen, Anmerkungen) | Höchstplatzierung, Gesamtwochen, AuszeichnungChartplatzierungen (Jahr, Titel, Album, Platzierungen, Wochen, Auszeichnungen, Anmerkungen) | Höchstplatzierung, Gesamtwochen, AuszeichnungChartplatzierungen (Jahr, Titel, Album, Platzierungen, Wochen, Auszeichnungen, Anmerkungen) | Höchstplatzierung, Gesamtwochen, AuszeichnungChartplatzierungen (Jahr, Titel, Album, Platzierungen, Wochen, Auszeichnungen, Anmerkungen) | Höchstplatzierung, Gesamtwochen, AuszeichnungChartplatzierungen (Jahr, Titel, Album, Platzierungen, Wochen, Auszeichnungen, Anmerkungen) | Anmerkungen                                                   |
| Jahr | Titel Album                       | DE | AT | CH | UK | US | AU | Anmerkungen                                                   |
| ---- | --------------------------------- | --- | --- | --- | --- | --- | --- | ------------------------------------------------------------- |
| 1998 | Immortality Let’s Talk About Love | DE2 Platin · (32 Wo.)DE | AT2 (16 Wo.)AT | CH8 (30 Wo.)CH | UK5 Gold · (12 Wo.)UK | — | AU38 (12 Wo.)AU | Erstveröffentlichung: 5. Juni 1998 Céline Dion feat. Bee Gees |

## Videoalben
| Jahr | Titel                                  | Höchstplatzierung, Gesamtwochen, AuszeichnungChartplatzierungen (Jahr, Titel, Platzierungen, Wochen, Auszeichnungen, Anmerkungen) | Höchstplatzierung, Gesamtwochen, AuszeichnungChartplatzierungen (Jahr, Titel, Platzierungen, Wochen, Auszeichnungen, Anmerkungen) | Höchstplatzierung, Gesamtwochen, AuszeichnungChartplatzierungen (Jahr, Titel, Platzierungen, Wochen, Auszeichnungen, Anmerkungen) | Höchstplatzierung, Gesamtwochen, AuszeichnungChartplatzierungen (Jahr, Titel, Platzierungen, Wochen, Auszeichnungen, Anmerkungen) | Höchstplatzierung, Gesamtwochen, AuszeichnungChartplatzierungen (Jahr, Titel, Platzierungen, Wochen, Auszeichnungen, Anmerkungen) | Höchstplatzierung, Gesamtwochen, AuszeichnungChartplatzierungen (Jahr, Titel, Platzierungen, Wochen, Auszeichnungen, Anmerkungen) | Anmerkungen                           |
| Jahr | Titel                                  | DE | AT | CH | UK | US | AU | Anmerkungen                           |
| ---- | -------------------------------------- | --- | --- | --- | --- | --- | --- | ------------------------------------- |
| 2001 | One Night Only – Live At The MGM Grand | DE— GoldDE | — | — | UK2 ×2Doppelplatin · (144 Wo.)UK                                                                                                  | — | — | Erstveröffentlichung: 2001            |
| 2018 | One For All: Live In Australia 1989    | — | — | CH10 (1 Wo.)CH | UK4 (18 Wo.)UK | — | — | Erstveröffentlichung: 2. Februar 2018 |
| 2018 | One Night Only: Live In Las Vegas 1997 | — | — | — | UK32 (7 Wo.)UK | — | — | Erstveröffentlichung: 5. Oktober 2018 |

Weitere Videoalben
- 1985: A Virgin Video Music Biography - The Bee Gees 1967-1978[8]
- 1997: Keppel Road - The Life and Music of The Bee Gees
- 2001: This Is Where I Came In - The Official Story of The Bee Gees
- 2009: Live By Request (UK: Gold)

## Boxsets
| Jahr | Titel     | Höchstplatzierung, Gesamtwochen, AuszeichnungChartplatzierungen (Jahr, Titel, Platzierungen, Wochen, Auszeichnungen, Anmerkungen) | Höchstplatzierung, Gesamtwochen, AuszeichnungChartplatzierungen (Jahr, Titel, Platzierungen, Wochen, Auszeichnungen, Anmerkungen) | Höchstplatzierung, Gesamtwochen, AuszeichnungChartplatzierungen (Jahr, Titel, Platzierungen, Wochen, Auszeichnungen, Anmerkungen) | Höchstplatzierung, Gesamtwochen, AuszeichnungChartplatzierungen (Jahr, Titel, Platzierungen, Wochen, Auszeichnungen, Anmerkungen) | Höchstplatzierung, Gesamtwochen, AuszeichnungChartplatzierungen (Jahr, Titel, Platzierungen, Wochen, Auszeichnungen, Anmerkungen) | Höchstplatzierung, Gesamtwochen, AuszeichnungChartplatzierungen (Jahr, Titel, Platzierungen, Wochen, Auszeichnungen, Anmerkungen) | Anmerkungen                                                       |
| Jahr | Titel     | DE | AT | CH | UK | US | AU | Anmerkungen                                                       |
| ---- | --------- | --- | --- | --- | --- | --- | --- | ----------------------------------------------------------------- |
| 2010 | Mythology | DE9 (10 Wo.)DE | AT33 (2 Wo.)AT | CH31 (2 Wo.)CH | UK29 Gold · (11 Wo.)UK | — | AU3 Platin · (21 Wo.)AU | Erstveröffentlichung: November 2010 Verkäufe: + 177.500, 4 CD-Box |

Weitere Boxsets
- 1990: Tales of the Brothers Gibb (6 LP-/4 CD-Box)
- 2006: The Studio Albums 1967-1968 (6 LP-/6 CD-Box)
- 2013: The Festival Albums Collection 1965–67 (frühe australische Aufnahmen (1963–1966), nur in Australien als 3 CD-Box veröffentlicht)
- 2014: The Warner Bros. Years 1987–1991 (5 CD-Box)
- 2015: 1974–1979 (5 CD-Box)

## Autorenbeteiligungen
Neben ihren eigenen Songs schrieben die Bee Gees auch Lieder für andere Künstler wie zum Beispiel Barbra Streisand oder Diana Ross. In der folgenden Tabelle ist eine Auswahl dieser Songs aufgelistet:
| Jahr | Interpretation                    | Titel                                |
| ---- | --------------------------------- | ------------------------------------ |
| 1968 | The Marbles                       | Only One Woman                       |
| 1969 | Samantha Sang                     | The Love of a Woman                  |
| 1977 | Yvonne Elliman                    | If I Can’t Have You                  |
| 1977 | Samantha Sang                     | Emotion                              |
| 1977 | Frankie Valli                     | Grease                               |
| 1978 | Graham Bonnet                     | Warm Ride                            |
| 1978 | Rare Earth                        | Warm Ride                            |
| 1978 | Teri DeSario                      | Ain’t Nothing Gonna Keep Me from You |
| 1980 | Jimmy Ruffin                      | Hold On to My Love                   |
| 1980 | Barbra Streisand                  | Woman in Love                        |
| 1981 | Barbra Streisand feat. Barry Gibb | Guilty                               |
| 1982 | Dionne Warwick                    | Heartbreaker                         |
| 1983 | Dionne Warwick                    | All the Love in the World            |
| 1983 | Dolly Parton feat. Kenny Rogers   | Islands in the Stream                |
| 1985 | Diana Ross                        | Eaten Alive                          |
| 1985 | Diana Ross                        | Chain Reaction                       |
| 1985 | Carola                            | The Runaway                          |
| 1998 | Céline Dion feat. Bee Gees        | Immortality                          |

| Jahr | Interpretation   | Album                 |
| ---- | ---------------- | --------------------- |
| 1980 | Barbra Streisand | Guilty                |
| 1980 | Jimmy Ruffin     | Sunrise               |
| 1983 | Dionne Warwick   | Heartbreaker          |
| 1983 | Kenny Rogers     | Islands in the Stream |
| 1984 | Carola           | Runaway               |
| 1985 | Diana Ross       | Eaten Alive           |
| 2005 | Barbra Streisand | Guilty Pleasures      |

| Jahr | Interpretation                           | Album                                                                                 |
| ---- | ---------------------------------------- | ------------------------------------------------------------------------------------- |
| 1999 | Saturday Night Fever Musical London Cast | Saturday Night Fever Musical                                                          |
| 2002 | B3                                       | First (12 Songs und eine Fremdkomposition)                                            |
| 2008 | Tragedy                                  | We Rock Sweet Balls and Can Do No Wrong (A Metal Tribute to the Bee Gees, zehn Songs) |

## Promoveröffentlichungen
Promo-Singles
- 1978: Rest Your Love on Me
- 1987: The Bee Gees Megamix
- 1995: Saturday Night Fever Megamix
- 2001: Sacred Trust

## Sonderveröffentlichungen
Kompilationen

| Jahr | Titel Musiklabel | Höchstplatzierung, Gesamtwochen, AuszeichnungChartplatzierungen (Jahr, Titel, Musiklabel, Platzierungen, Wochen, Auszeichnungen, Anmerkungen) | Höchstplatzierung, Gesamtwochen, AuszeichnungChartplatzierungen (Jahr, Titel, Musiklabel, Platzierungen, Wochen, Auszeichnungen, Anmerkungen) | Höchstplatzierung, Gesamtwochen, AuszeichnungChartplatzierungen (Jahr, Titel, Musiklabel, Platzierungen, Wochen, Auszeichnungen, Anmerkungen) | Höchstplatzierung, Gesamtwochen, AuszeichnungChartplatzierungen (Jahr, Titel, Musiklabel, Platzierungen, Wochen, Auszeichnungen, Anmerkungen) | Höchstplatzierung, Gesamtwochen, AuszeichnungChartplatzierungen (Jahr, Titel, Musiklabel, Platzierungen, Wochen, Auszeichnungen, Anmerkungen) | Höchstplatzierung, Gesamtwochen, AuszeichnungChartplatzierungen (Jahr, Titel, Musiklabel, Platzierungen, Wochen, Auszeichnungen, Anmerkungen) | Anmerkungen                                                   |
| Jahr | Titel Musiklabel | DE | AT | CH | UK | US | AU | Anmerkungen                                                   |
| ---- | ---------------- | --- | --- | --- | --- | --- | --- | ------------------------------------------------------------- |
| 2010 | Opus Collection  | — | — | — | — | US41 (4 Wo.)US | — | Erstveröffentlichung: 2010 exklusiv über Starbucks vertrieben |

## Statistik

### Chartauswertung
|                     | DE     | AT     | CH     | UK     | US     | AU     |
| ------------------- | ------ | ------ | ------ | ------ | ------ | ------ |
| Nummer-eins-Alben   | DE4DE  | AT2AT  | CH3CH  | UK2UK  | US3US  | AU1AU  |
| Top-10-Alben        | DE18DE | AT12AT | CH7CH  | UK15UK | US9US  | AU6AU  |
| Alben in den Charts | DE31DE | AT17AT | CH14CH | UK26UK | US35US | AU10AU |

|                       | DE     | AT     | CH     | UK     | US     | AU    |
| --------------------- | ------ | ------ | ------ | ------ | ------ | ----- |
| Nummer-eins-Singles   | DE4DE  | AT2AT  | CH2CH  | UK5UK  | US9US  | AU—AU |
| Top-10-Singles        | DE19DE | AT16AT | CH18CH | UK19UK | US15US | AU1AU |
| Singles in den Charts | DE45DE | AT26AT | CH22CH | UK39UK | US43US | AU2AU |

|                          | DE    | AT    | CH    | UK    | US    | AU    |
| ------------------------ | ----- | ----- | ----- | ----- | ----- | ----- |
| Nummer-eins-Videoalben   | DE—DE | AT—AT | CH—CH | UK—UK | US—US | AU—AU |
| Top-10-Videoalben        | DE—DE | AT—AT | CH1CH | UK2UK | US—US | AU—AU |
| Videoalben in den Charts | DE—DE | AT—AT | CH1CH | UK3UK | US—US | AU—AU |

### Auszeichnungen für Musikverkäufe
| Land/RegionAuszeichnungen für Musikverkäufe (Land/Region, Auszeichnungen, Verkäufe, Quellen) | Silber       | Gold         | Platin         | Diamant     | Verkäufe    | Quellen                                                                               |
| -------------------------------------------------------------------------------------------- | ------------ | ------------ | -------------- | ----------- | ----------- | ------------------------------------------------------------------------------------- |
| Argentinien (CAPIF)                                                                          | —            | —            | 4× Platin4     | —           | 188.000     | capif.org.ar (Memento vom 31. Mai 2011 im Internet Archive)                           |
| Australien (ARIA)                                                                            | —            | 4× Gold4     | 37× Platin37   | —           | 1.987.500   | aria.com.au                                                                           |
| Belgien (BRMA)                                                                               | —            | 4× Gold4     | —              | —           | 90.000      | ultratop.be                                                                           |
| Brasilien (PMB)                                                                              | —            | 3× Gold3     | 2× Platin2     | —           | 350.000     | pro-musicabr.org.br                                                                   |
| Dänemark (IFPI)                                                                              | —            | 4× Gold4     | 3× Platin3     | —           | 340.000     | ifpi.dk                                                                               |
| Deutschland (BVMI)                                                                           | —            | 9× Gold9     | 13× Platin13   | —           | 9.425.000   | musikindustrie.de                                                                     |
| Europa (IFPI)                                                                                | —            | —            | 4× Platin4     | —           | (4.000.000) | ifpi.org (Memento vom 1. Januar 2014 im Internet Archive)                             |
| Finnland (IFPI)                                                                              | —            | Gold1        | —              | —           | 25.000      | ifpi.fi                                                                               |
| Frankreich (SNEP)                                                                            | 2× Silber2   | 11× Gold11   | —              | —           | 3.025.000   | infodisc.fr snepmusique.com                                                           |
| Griechenland (IFPI)                                                                          | —            | Gold1        | —              | —           | 10.000      | Einzelnachweise                                                                       |
| Hongkong (IFPI/HKRIA)                                                                        | —            | 3× Gold3     | 4× Platin4     | —           | 120.000     | ifpihk.org                                                                            |
| Indien (IMI)                                                                                 | —            | —            | —              | —           | 250.000     | Einzelnachweise                                                                       |
| Irland (IRMA)                                                                                | —            | —            | 2× Platin2     | —           | 30.000      | irishcharts.ie                                                                        |
| Italien (FIMI)                                                                               | —            | 5× Gold5     | 2× Platin2     | —           | 385.000     | fimi.it                                                                               |
| Japan (RIAJ)                                                                                 | —            | Gold1        | 2× Platin2     | —           | 800.000     | riaj.or.jp                                                                            |
| Kanada (MC)                                                                                  | —            | 11× Gold11   | 20× Platin20   | Diamant1    | 3.480.000   | musiccanada.com                                                                       |
| Neuseeland (RMNZ)                                                                            | —            | 8× Gold8     | 48× Platin48   | —           | 870.000     | aotearoamusiccharts.co.nz NZ2 (Memento vom 24. Juli 2011 im Internet Archive) NZ3 NZ4 |
| Niederlande (NVPI)                                                                           | —            | 3× Gold3     | 4× Platin4     | —           | 540.000     | nvpi.nl                                                                               |
| Norwegen (IFPI)                                                                              | —            | Gold1        | Platin1        | —           | 370.000     | ifpi.no (Memento vom 5. November 2012 im Internet Archive)                            |
| Österreich (IFPI)                                                                            | —            | 4× Gold4     | Platin1        | —           | 125.000     | ifpi.at                                                                               |
| Polen (ZPAV)                                                                                 | —            | 2× Gold2     | —              | —           | 100.000     | olis.pl                                                                               |
| Portugal (AFP)                                                                               | —            | —            | Platin1        | —           | 20.000      | Einzelnachweise                                                                       |
| Schweden (IFPI)                                                                              | —            | 2× Gold2     | —              | —           | 65.000      | sverigetopplistan.se                                                                  |
| Schweiz (IFPI)                                                                               | —            | 4× Gold4     | 5× Platin5     | —           | 340.000     | hitparade.ch                                                                          |
| Spanien (Promusicae)                                                                         | —            | 5× Gold5     | 6× Platin6     | —           | 690.000     | elportaldemusica.es ES2                                                               |
| Südkorea (KMCA)                                                                              | —            | —            | —              | —           | 14.901      | Einzelnachweise                                                                       |
| Vereinigte Staaten (RIAA)                                                                    | —            | 13× Gold13   | 24× Platin24   | Diamant1    | 42.500.000  | riaa.com                                                                              |
| Vereinigtes Königreich (BPI)                                                                 | 9× Silber9   | 14× Gold14   | 30× Platin30   | —           | 15.715.000  | bpi.co.uk                                                                             |
| Insgesamt                                                                                    | 11× Silber11 | 112× Gold112 | 214× Platin214 | 2× Diamant2 |             |                                                                                       |